# Gran Sinagoga de Bruselas
La antigua Gran Sinagoga de Bruselas (en francés, Grande synagogue de Bruxelles; en neerlandés,  Grote Synagoge van Brussel ; en hebreo,  בית הכנסת הגדול של בריסל ) conocida hoy día como Gran Sinagoga de Europa, es la sede del Consistorio central israelita de Bélgica, la sinagoga oficial del judaísmo de este país, y desde el 4 de junio de 2008 con la Conferencia de los rabinos europeos la principal sinagoga de Europa. Está situada en la Calle de la Regencia 32 (en francés, rue de la Régence 32 ; en neerlandés, Regentschapsstraat 32).
En 1831, cuando la independencia de Bélgica, el culto hebreo se vuelve a reconocer oficialmente, pero la comunidad judía bruselense no disponía de sitio de culto. Tres años más tarde, adquieren un edificio llamado « petite boucherie » (« pequeña carnicería») construido en la plaza de Dinant (en neerlandés, Dinantplein; en francés, place de Dinant) en 1702 con el gobierno de Maximiliano II Manuel de Baviera, que servía de sala de conciertos desde 1755 y más tarde se convertiría en la Casa del Pueblo de Bruselas (en francés, Maison du Peuple de Bruxelles; en neerlandés, Volkshuis Brussel).
En la época en la que se prolongaba la prestigiosa calle de la Regencia entre la calle Arena (en francés, Sablon; en neerlandés, Zavel) y el palacio de justicia, la comunidad judía construía un edificio más apropiado diseñado por el arquitecto Désiré De Keyser, que se inauguraría en 1878. Para que no se confundiera con una iglesia, decidieron rematar el edificio de estilo románico con elementos bizantinos. Las vidrieras fueron realizadas por el brujense Henri Dobbelaere. El candelabro es de la Compañía de los Bronces y en cuanto a los muebles y el sitio que guarda las tablas de la ley les fueron encargos a los ebanistas de la Casa Demeuter.